# Équipe du Mozambique masculine de basket-ball
Cet article traite de l'équipe masculine. Pour l'équipe féminine, voir Équipe du Mozambique féminine de basket-ball.
Maillots
L'équipe du Mozambique masculine de basket-ball est l'équipe nationale qui représente la Mozambique dans les compétitions internationales masculine de basket-ball. Elle est placée sous l'égide de la Fédération du Mozambique de basket-ball (FMB). L'équipe est affiliée à la FIBA depuis 1978.

## Résultats

### Palmarès
| Compétitions mondiales                             | Compétitions continentales                                | Autres compétitions                         |
| -------------------------------------------------- | --------------------------------------------------------- | ------------------------------------------- |
| - Jeux olympiques - Néant - Coupe du monde - Néant | - AfroBasket - Néant - Jeux africains - Finaliste en 2011 | - Jeux de la Lusophonie - Troisième en 2014 |

### Parcours aux Jeux olympiques
- 1936 : -
- 1948 : -
- 1952 : -
- 1956 : -
- 1960 : -
- 1964 : -
- 1968 : -
- 1972 : -
- 1976 : -
- 1980 : -
- 1984 : -
- 1988 : -
- 1992 : -
- 1996 : -
- 2000 : -
- 2004 : -
- 2008 : -
- 2012 : -

### Parcours aux Championnats du Monde
- 1950 : -
- 1954 : -
- 1959 : -
- 1963 : -
- 1967 : -
- 1970 : -
- 1974 : -
- 1978 : -
- 1982 : -
- 1986 : -
- 1990 : -
- 1994 : -
- 1998 : -
- 2002 : -
- 2006 : -
- 2010 : -

### Parcours aux Championnats d'Afrique des Nations
- 1962 : -
- 1964 : -
- 1965 : -
- 1968 : -
- 1970 : -
- 1972 : -
- 1974 : -
- 1975 : -
- 1978 : -
- 1980 : -
- 1981 : 10e
- 1983 : 5e
- 1985 : 9e
- 1987 : -
- 1989 : -
- 1992 : -
- 1993 : -
- 1995 : 8e
- 1997 : -
- 1999 : 10e
- 2001 : 10e
- 2003 : 10e
- 2005 : 11e
- 2007 : 14e
- 2009 : 14e
- 2011 : 10e
- 2013 : 11e
- 2015 : 11e
- 2017 : 12e